# Valtierra de Riopisuerga
Valtierra de Riopisuerga es una localidad situada en la provincia de Burgos, comunidad autónoma de Castilla y León (España), comarca de Odra-Pisuerga, municipio de Melgar de Fernamental.

## Datos generales
En 2024, contaba con 17 habitantes. Situado 8 km al norte de la capital del municipio, Melgar de Fernamental, en la margen izquierda del río Pisuerga, junto a las localidades de Tagarrosa y Santa María Ananúñez, en la carretera que comunica Melgar con Rezmondo y Castrillo de Riopisuerga

## Situación administrativa
Entidad Local Menor cuyo alcalde pedáneo es Enrique Alonso Martínez del Partido Popular. Es una de las cuatro pedanías del municipio de Melgar de Fernamental.

## Historia
La localidad de Valtierra de Riopisuerga aparece ya mencionada en documentos de finales del siglo X.
El puente de San Pedro de Royales, que al parecer, fue importante en el ámbito de las rutas jacobeas medievales, se asentaba en su margen burgalesa en el término de Valtierra de Riopisuerga. Tuvo hospital de peregrinos en su margen palentino y debió funcionar hasta finales del siglo XVII. Los orígenes del puente datarían de épocas anteriores a la Edad Media, si se confirmara que formaba parte de una vía romana. Parece ser que en el siglo XVI el puente ya no se utilizaba.
Lugar que formaba parte, en su categoría de pueblos solos, del Partido de Castrojeriz. Fue uno de los catorce que formaban la Intendencia de Burgos, durante el periodo comprendido entre 1785 y 1833. En el Censo de Floridablanca de 1787 figura como jurisdicción de realengo con alcalde pedáneo.
Antiguo municipio de Castilla la Vieja en el partido de Castrojeriz.
En el censo de la matrícula catastral (1842) contaba con 24 hogares y 94 vecinos. Entre el censo de 1857 y el anterior, este municipio desapareció por haberse integrado en el municipio de Padilla de Abajo.

## Urbanismo
Suelo urbano consolidado con una superficie de 2,90 hectáreas.

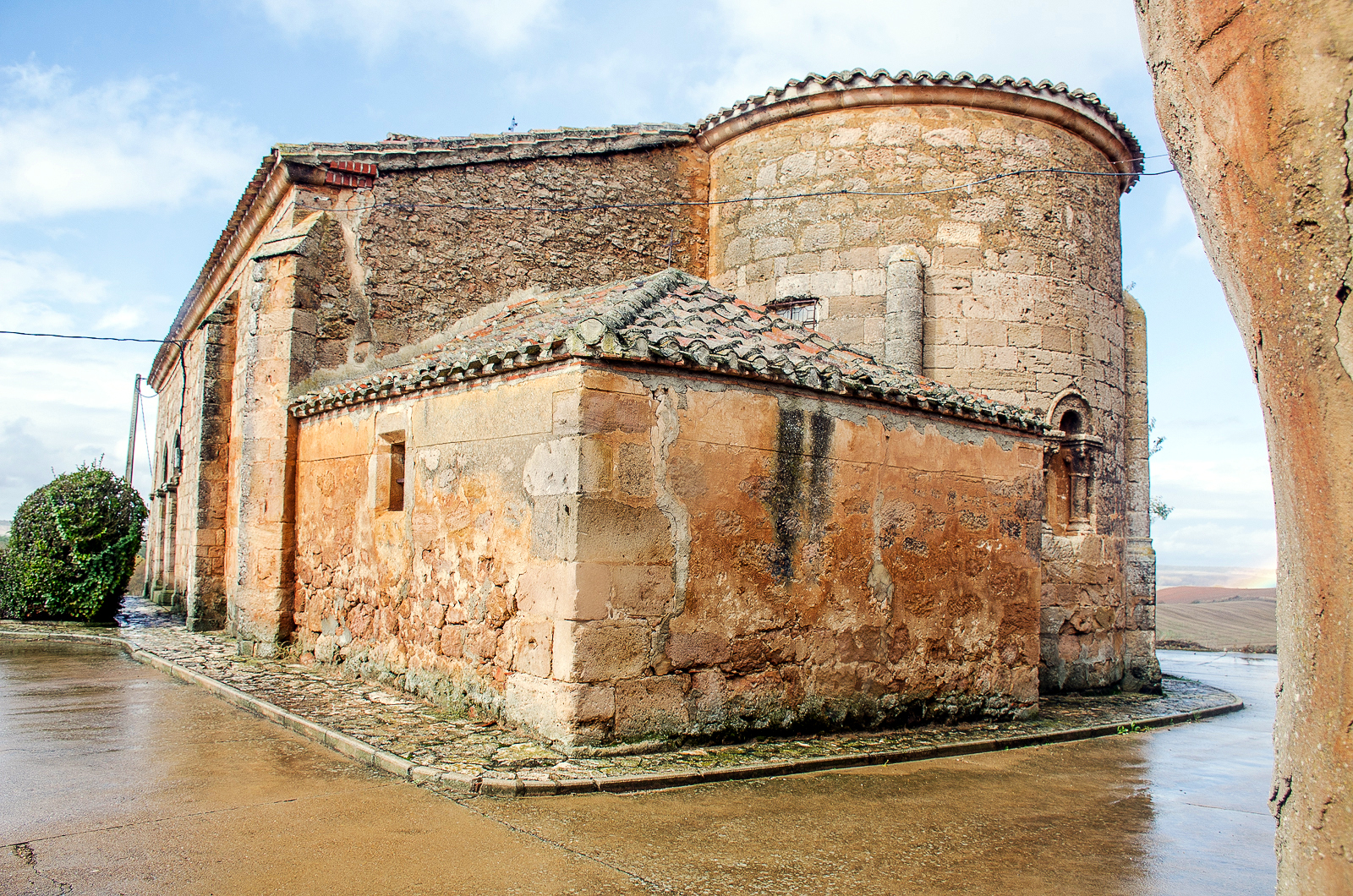
Iglesia de San Andrés Apóstol.

## Parroquia
- Iglesia de San Andrés Apóstol. Dependiente de la parroquia de Melgar de Fernamental, en el arciprestazgo de Amaya.[5]

El retablo mayor fue contratado en 1534 con Simón de Bueras. Contratado inicialmente en 17 000 maravedíes, fue tasado en algo más del doble a su finalización en 1538, lo que originó un pleito iniciado por los mayordomos de la iglesia de Valtierra. Es un retablo plateresco sencillo de casillero o entrecalles.